# Scissurella costata
Scissurella costata is een slakkensoort uit de familie van de Scissurellidae. De wetenschappelijke naam van de soort is voor het eerst geldig gepubliceerd in 1824 door d'Orbigny.